# Альфа¹ Козерога
Альфа¹ Козерога (α¹ Козерога, Alpha¹ Capricorni) — хотя и является только третьей по яркости звездой в созвездии Козерога, тем не менее, носит название альфа, скорее всего, из-за своего самого западного положения в созвездии.
Имя звезды — Альджеди (Альгьеди), по-арабски означает"козлёнок" — الجدي (al-jady) — и относится в целом к созвездию Козерога («Рыба-Коза»). Однако славу звезде, видимой невооруженным глазом, приносит не её блеск, а её двойственность. Даже беглый анализ показывает, что она состоит из двух звёзд четвертой величины, одна из них (по блеску приближающаяся к третьей величине) заметно ярче, чем вторая. Звёзды находятся друг от друга на расстоянии примерно 6,6 угловых минут (1/5 углового диаметра полной Луны). Не совсем понятно, относится ли имя ко всей паре или только к самой яркой из них.
Двойственность звёздной системы только иллюзия, так как две звезды находятся на очень разных расстояниях от земного наблюдателя, что превращает систему в оптически-двойную. Более слабая по яркости звезда, называется α¹ из-за её более западного положения, расстояние до неё от Земли составляет 690 световых лет.
Такие совпадения среди звёзд, видимых невооружённым глазом, являются весьма необычными.
Ещё более странным является то, что сами звезды относятся к одинаковой и относительно редкой категории звёзд. Обе они умирающие желтые звёзды спектрального класса G, их температура поверхности — 5000 K. α¹ является сверхгигантом 930 раз ярче, чем Солнце (в 21 раз ярче, чем α²) и только кажущейся более тусклой из-за большего расстояния. α¹ имеет радиус 40 раз больше нашего Солнца, что, в общем, не так много для сверхгиганта. Она также более массивна: её масса оценивается 5 масс Солнца, вдвое больше, чем α². Обе звезды уже практически сожгли водород в своих ядрах, и готовятся запустить тройную гелиевую реакцию, преобразуя гелий в углерод, если они ещё не сделали этого.
Ускорение свободного падения, выраженного величиной log g, ввиду слишком большого радиуса звезды для её массы равно log g=2,2, что соответствует величине 1,66 м/с², это примерно в шесть раз меньше, чем на поверхности Земли и в 165 раз меньше, чем на поверхности Солнца (274 м/с²).
Сама система α¹, по-видимому, кратная, Вашингтонский каталог визуально-двойных звёзд говорит о том, что у звезды могут быть два спутника, один из которых сам двойной, и даёт следующую информацию о системе, которая приведена в таблице. Однако, связаны ли они гравитационно, всё-таки точно не известно, и они могут быть просто оптически двойными.
| Компонент | Год  | Число измерений | Позиционный угол | Угловое расстояние | Светимость 1-го компонента | Светимость 2-го компонента | Спектральный класс |
| AB        | 1891 | 4               | 182°             | 43,5               | 4,24                       | 14,1                       | G2I                |
| AB        | 1960 | 4               | -                | 44,3               | 4,24                       | 14,1                       | G2I                |
| AC        | 1830 | 10              | 220°             | 44,1               | 4,24                       | 9,6                        | -                  |
| AC        | 1932 | 10              | 221°             | 45,4               | 4,24                       | 9,6                        | -                  |
| CD        | 1905 | 1               | 110°             | 29,3               | 9,6                        | 14,2                       | -                  |

## В популярной культуре
Название звезды — Гьеди Прайм — используется как название планеты в научно-фантастическом романе Фрэнка Герберта "Дюна".